# Ань Го, Мария
Мария Ань Го (кит. 婦安郭 瑪利, 1836, Аньпин — 11 июля 1900, Шэньчжоу) — святая Римско-католической церкви, мученица.

## Биография
Во время ихэтуаньского восстания боксёров в 1899—1900 гг. в Китае христиане подвергались жестоким гонениям. 11 июля 1900 года Мария Ань Го была арестована вместе с матерью мужа Анной Ань Синь и родственницами Анной Ань Цзяо и Марией Ань Линхуа. Повстанцы потребовали от них отказаться от христианства. Арестованные женщины остались верны своей вере, были выведены за пределы деревни и казнены.

## Прославление
Мария Ань Го была беатифицирована 17 апреля 1955 года римским папой Пием XII и канонизирована 1 октября 2000 года римским папой Иоанном Павлом II вместе с группой 120 китайских мучеников.
День памяти в Католической церкви — 9 июля.

## Источник
- George G. Christian OP, Augustine Zhao Rong and Companions, Martyrs of China, 2005, стр. 88  (англ.)